# NSW Open 2023
Die NSW Open 2023 waren ein Tennisturnier der ITF Women’s World Tennis Tour 2023 für Damen und ein Tennisturnier der ATP Challenger Tour 2023 für Herren in Sydney. Die Turniere fanden parallel vom 30. Oktober bis 5. November 2023 statt.